# Cadillac Model D
La Model D è un'autovettura prodotta dalla casa automobilistica statunitense Cadillac nel 1905.

## Storia

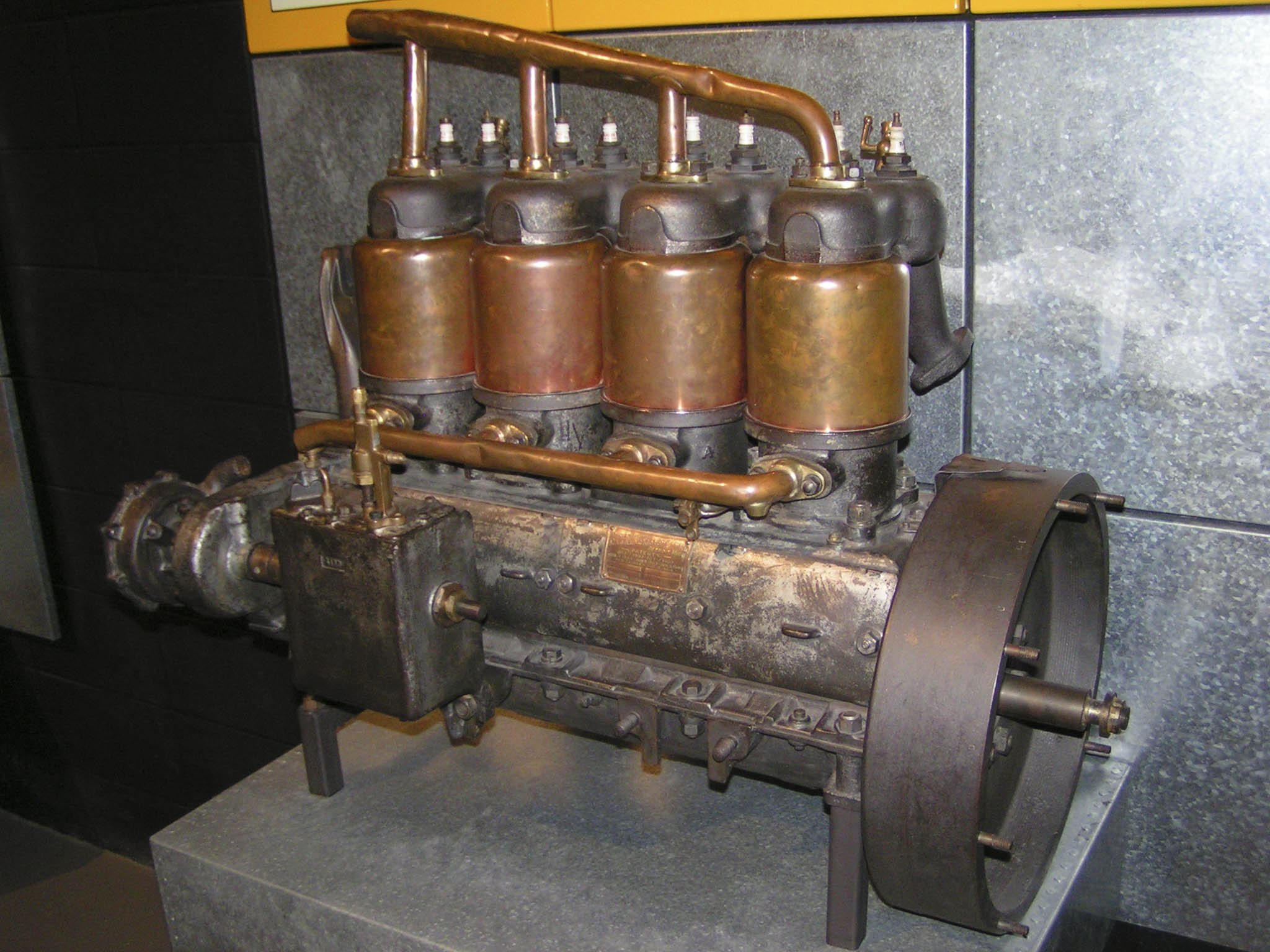
Il motore a quattro cilindri in linea

Apparteneva alla classe delle auto compatte e fu il primo modello prodotto dalla Cadillac ad avere installato un motore a quattro cilindri. I due modelli precedenti, la Model A e la Model B, erano infatti dotati di un motore monocilindrico.
La Model D era fornita di un motore a quattro cilindri in linea da 4.928 cm³ di cubatura che erogava 30 CV di potenza. L'alesaggio e la corsa erano, rispettivamente, di 111,1 mm e 127 mm. Il Cambio era manuale di tipo epicicloidale a tre rapporti, e la trazione era posteriore. Il telaio era a longheroni in acciaio e le sospensioni erano a balestra semiellittica. Il freno a leva era meccanico a tamburo e agiva sull'asse posteriore, mentre quello a pedale operava sull'albero motore.
Il Model D fu prodotto in 156 esemplari e costava 2.800 dollari.